# Боббі Кларк (футболіст, 2005)
Бо́ббі Ламо́нт Кларк (англ. Bobby Lamont Clark; нар. 7 лютого 2005, Епсом) — англійський футболіст, півзахисник австрійського клубу «Ред Булл» (Зальцбург), який на правах оренди виступає за «Дербі Каунті».

## Клубна кар'єра

### «Ліверпуль»
Вихованець академій футбольних клубів «Бірмінгем Сіті» та «Ньюкасл Юнайтед». У серпні 2021 року приєднався до академії «Ліверпуля», а в лютому 2022 року підписав свій перший професіональний контракт з клубом. В сезоні 2021–22 забив 13 голів за команду до 18 років. Також брав участь у літніх передсезонних зборах основної команди клубу в 2022 році. Дебютував в Прем'єр-лізі 27 серпня 2022 року, вийшовши на заміну Тренту Александеру-Арнольду в матчі проти «Борнмута». 9 листопада 2022 року вперше вийшов у стартовому складі «Ліверпуля» в матчі третього раунду Кубка ліги проти «Дербі Каунті».
21 грудня 2023 року підписав новий контракт з «Ліверпулем». 25 лютого 2024 року допоміг команді здобути Кубок Футбольної ліги, вийшовши на заміну у фінальному матчі проти «Челсі». 2 березня вперше вийшов в основі за «Ліверпуль» в матчі Прем'єр-ліги проти клубу «Ноттінгем Форест». 7 березня дебютував в єврокубках, вийшовши на заміну Алексісу Мак Аллістеру в матчі 1/8 фіналу Ліги Європи УЄФА проти чеської «Спарти». Свій перший гол за «Ліверпуль» забив 14 березня у матчі-відповіді 1/16 фіналу Ліги Європи у ворота «Спарти». Таким чином став наймолодшим автором голу «Ліверпуля» у єврокубках, побивши попередній рекорд Трента Александер-Арнольда 2017 року.

### «Ред Булл» (Зальцбург)
22 серпня 2024 року перейшов в австрійський клуб «Ред Булл» (Зальцбург), підписавши п'ятирічний контракт. Сума трансферу становила близько 10 млн фунтів стерлінгів. 18 вересня 2024 року дебютував за нову команду в матчі загального етапу Ліги чемпіонів УЄФА проти чеської «Спарти», вийшовши в стартовому складі. 22 вересня в поєдинку проти клубу «Тіроль» (Ваттенс) дебютував в австрійській Бундеслізі, замінившив Стефана Байчетича. 14 грудня 2024 року в матчі Бундесліги проти «Аустрії» (Клагенфурт) забив свій перший гол за клуб.

#### Оренда в «Дербі Каунті»
6 серпня 2025 року відправився в сезонну оренду в англійський клуб Чемпіоншипу «Дербі Каунті». 12 серпня дебютував за нову команду в матчі Кубка ліги проти «Вест-Бромвіч Альбіон», вийшовши в стартовому складі.

## Кар'єра в збірній
Виступав за збірні Англії до 15, до 16, до 18, до 19 і до 20 років.

## Особисте життя
Син колишнього футболіста Лі Кларка, відомого виступами за «Ньюкасл Юнайтед».

## Статистика виступів
Станом на 12 серпня 2025 
| Клуб                 | Сезон             | Чемпіонат         | Чемпіонат | Чемпіонат | Кубок | Кубок | Кубок ліги | Кубок ліги | Єврокубки | Єврокубки | Інші  | Інші | Всього | Всього |
| Клуб                 | Сезон             | Дивізіон          | Матчі     | Голи      | Матчі | Голи  | Матчі      | Голи       | Матчі     | Голи      | Матчі | Голи | Матчі  | Голи   |
| -------------------- | ----------------- | ----------------- | --------- | --------- | ----- | ----- | ---------- | ---------- | --------- | --------- | ----- | ---- | ------ | ------ |
| Ліверпуль            | 2022–23           | Прем'єр-ліга      | 1         | 0         | 0     | 0     | 1          | 0          | 0         | 0         | 0     | 0    | 2      | 0      |
| Ліверпуль            | 2023–24           | Прем'єр-ліга      | 5         | 0         | 3     | 0     | 2          | 0          | 2         | 1         | —     | —    | 12     | 1      |
| Ліверпуль            | Всього            | Всього            | 6         | 0         | 3     | 0     | 3          | 0          | 2         | 1         | 0     | 0    | 14     | 1      |
| Ред Булл (Зальцбург) | 2024–25           | Бундесліга        | 17        | 1         | 2     | 0     | —          | —          | 6         | 0         | 0     | 0    | 25     | 1      |
| → Дербі Каунті       | 2025–26           | Чемпіоншип        | 0         | 0         | 0     | 0     | 1          | 0          | —         | —         | 0     | 0    | 1      | 0      |
| Всього за кар'єру    | Всього за кар'єру | Всього за кар'єру | 23        | 1         | 5     | 0     | 4          | 0          | 8         | 1         | 0     | 0    | 40     | 2      |

1. ↑  Матчі в Лізі Європи УЄФА
2. ↑  Матчі в Лізі чемпіонів УЄФА

## Досягнення
«Ліверпуль»
- Володар Кубка Футбольної ліги: 2023–24[24]